# Bengt Asplund
Bengt Asplund, född 27 juni 1946 i Kristinehamn, är en svensk grafiker och målare.
Asplund är som konstnär autodidakt men har fått en viss vägledning i linoliumsnitt av Kjell Sundberg. Han har medverkat i samlingsutställningar med Värmlands konstförenings Höstsalong sedan 1978, och Värmländska träsnitt på Värmlands museum 1989, samt samlingsutställningar på Kristinehamns konstmuseum, Karlstad, Säffle, Rottneros och Seinejoki i Finland. Separat har han ställt ut i Kristinehamn och Karlstad.
Han har tilldelats Kristinehamn kommuns kulturstipendium 1988 och Kristinehamns konstförenings stipendium 1988.
Bland hans offentliga arbeten märks Sjukhuskyrkan i Kristinehamn.
Utöver linoliumsnitt och träsnitt arbetar han även med akvarell, men huvudparten av hans produktion är färgträsnitt med människor och natur motiv. 
Asplund är representerad i Värmlands museum med tre träsnitt, Statens konstråd samt i flera kommunala samlingar. Hammarö bibliotek i Skoghall har konstverk av Asplund för utlåning.